# Eupithecia abacta
Eupithecia abacta är en fjärilsart som beskrevs av Claude Herbulot 1978. Eupithecia abacta ingår i släktet Eupithecia och familjen mätare. Inga underarter finns listade i Catalogue of Life.